# Џими Бафет
Џејмс Вилијам Бафет (енгл. James William Buffett; Паскагула, 25. децембар 1946 — Нешвил, 1. септембар 2023) био је амерички кантаутор и предузетник.

## Дискографија
- (1970)
- (1973)
- (1974)
- (1974)
- (1976)
- (1976)
- (1977)
- (1978)
- (1979)
- (1981)
- (1982)
- (1983)
- (1984)
- (1985)
- (1986)
- (1988)
- (1989)
- (1994)
- (1995)
- (1996)
- (1996)
- (1998)
- (1999)
- (2002)
- (2004)
- (2006)
- (2009)
- (2013)
- (2016)
- (2020)
- (2020)
- (2023)